# Jacques Cartier
Jacques Cartier (Saint-Malo, 31 december 1491 – aldaar, 1 september 1557) was een Franse zeevaarder en ontdekkingsreiziger, verantwoordelijk voor de ontdekking van de Saint Lawrencebaai en de Saint Lawrencerivier.

## Levensloop
Er is weinig bekend van Cartiers leven voor 1534, maar hij was een ervaren zeevaarder en had al de Grand Banks van Newfoundland en mogelijk Brazilië bezocht. Sommigen vermoeden dat hij deelgenomen had aan de reis van Giovanni da Verrazzano naar Noord-Amerika.

### Eerste reis

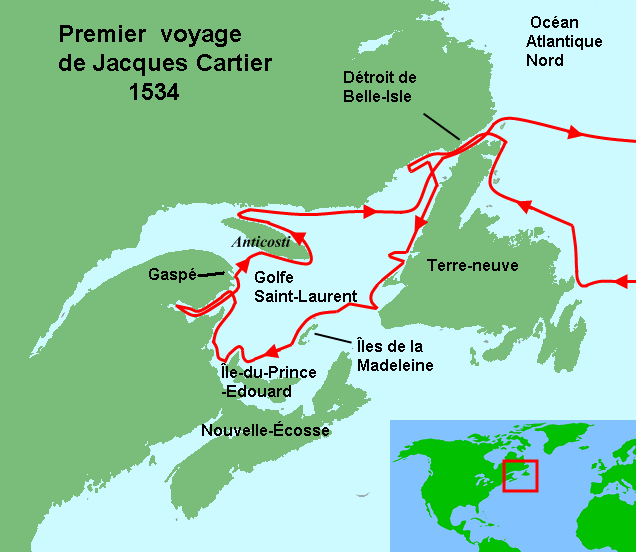
1e reis van Cartier

Cartier werd uitgestuurd door koning Frans I om een ontdekkingsreis naar Newfoundland te ondernemen. De expeditie vertrok op 20 april 1534 in Saint-Malo. Hij landde op 10 mei bij Cape Bonavista en voer naar het noordwesten, waar hij via de Straat van Belle Isle de Saint Lawrencebaai binnenvoer. Hij voer langs de westkust van Newfoundland, zag de Magdalena-eilanden en Prince Edward Island, die hij beide aanzag voor delen van het vasteland, en stak toen over naar Chaleurbaai en het schiereiland Gaspésie bij punt van Gaspé.
Op dat moment waren daar ook Irokezen (een groep ruwweg overeenkomend met de latere Hurons) uit de indiaanse nederzetting Stadacona (nabij de huidige stad Quebec). Het contact was in het algemeen vriendelijk, maar de Iroquois protesteerden toen hij het gebied formeel in bezit wilde nemen. Domagaya en Taignoagny, de zonen van leider Donnacona gingen met Cartier terug naar Frankrijk. Op de terugreis volgde hij de zuidkust van Labrador en ontdekte hij het eiland Anticosti.

### Tweede reis

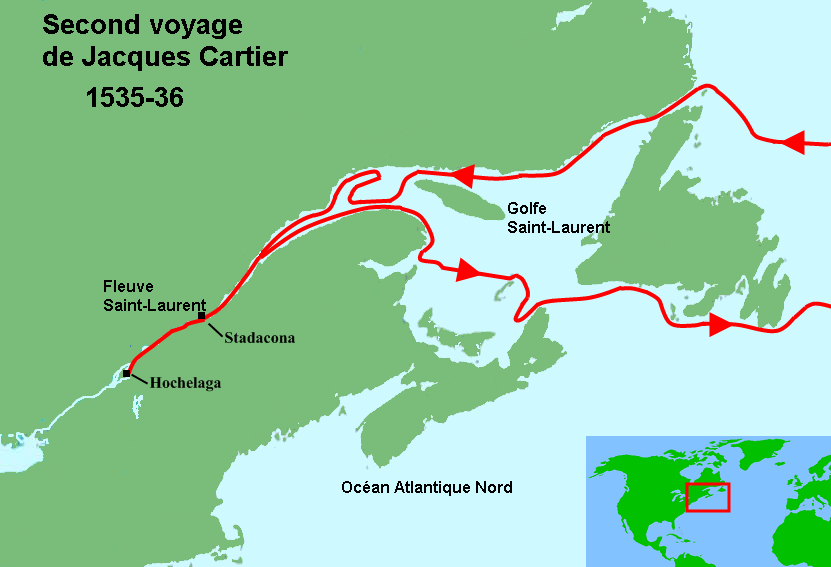
2e reis van Cartier

Cartier had gehoord van een rivier verder naar het westen in de Saint Lawrencebaai, en hoopte dat dit de gezochte Noordwestelijke Doorvaart zou zijn. Het volgende jaar (1535) vertrok hij opnieuw uit Saint-Malo, dit keer met drie schepen, la grande Hermine, la petite Hermine en l'Émérillon. Hij voer opnieuw door de Straat van Belle Isle, maar volgde nu een meer westelijke route naar het zuiden, langs de kust van Labrador, tot hij de Saint Lawrencerivier bereikte. Hij zeilde de rivier op naar Stadacona.
Donnacona probeerde Cartier over te halen niet verder de rivier op te varen, maar Cartier deed dat toch, Domagaya en Taignoagny in Stadacona achterlatend. Zo'n tweehonderd kilometer rivieropwaarts bereikte hij een volgend dorp, Hochelaga. Hij gaf de nabijgelegen berg de naam Mont Réal (hiernaar is de stad Montreal, die later op deze plaats verrees, vernoemd) en hij zag de Lachine-stroomversnellingen in de Saint Lawrencerivier, die hem duidelijk maakten dat de rivier niet de gezochte route naar China was.
De Fransen werden daarop verrast door de winter. De Saint Lawrencerivier vroor dicht, zodat een terugkeer naar de Atlantische Oceaan onmogelijk was. Cartier overwinterde nabij Stadacona, waar hij en zijn mannen een fort bouwden, maar ook spoedig leden aan scheurbuik. Hun redding was Donnacona. Deze had zelf ook scheurbuik gehad, maar was weer hersteld. De Fransen hadden gevraagd hoe dat kon, en hij vertelde dat de Fransen een aftreksel van de bast en de bladeren moesten drinken van een boom die hij "Annedda" noemde (mogelijk maar lang niet zeker de westerse levensboom). Een week later was de dichtstbijzijnde boom kaal, maar de meesten van Cartiers mannen weer gezond. Nadat het ijs verdwenen was, keerde Cartier terug naar Frankrijk.

### Derde reis
Tijdens de tweede reis had Cartier van diverse indianen geruchten gehoord over Saguenay, een land rijk aan goud en andere kostbaarheden in het noorden.
De derde en laatste reis van Jacques Cartier naar Noord-Amerika begon op 23 mei 1541, met als doelstelling: een kolonie te stichten, en de bodemrijkdommen te ontginnen waarover oorspronkelijke bewoners 5 jaar tevoren hadden gesproken. Frans I benoemde de hoveling Jean François de la Roque de Roberval tot gouverneur en luitenant-generaal, wat hem boven Cartier plaatste. Uiteindelijk aarzelde Roberval om Frankrijk te verlaten, en Cartier kreeg het bevel te vertrekken als plaatsvervangend gouverneur aan het hoofd van 5 schepen en 400 bemanningsleden met voor twee jaar levendsmiddelen, evenals dieren en zaaigoed.
Hij wachtte aan de kust van Newfoundland op Roberval, doch tevergeefs.
Cartier voer de Saint Lawrencerivier op tot aan Hochelaga, bezocht de rivier de Saguenay en stichtte een fort (Charlesbourg-Royal), in wat nu de huidige wijk Cap-Rouge in de stad Quebec is. Zijn mannen verzamelden goud en diamanten, die later echter slechts pyriet en kwarts bleken te zijn. Tijdens de overwintering werd hij aangevallen door de lokale bevolking, die, nu bleek dat de Fransen tot blijvende vestiging wilden overgaan, een stuk minder vriendelijk geworden was. Bij de terugkeer naar Europa ontmoette hij Roberval, die met een vertraging van een jaar alsnog naar Canada vertrokken was. Roberval beval hem terug te keren, maar Cartier, ontmoedigd door de strenge Canadese winter, weigerde.

### Latere leven
Er zijn aanwijzingen dat Cartier in 1543 naar Canada terugkeerde om Roberval terug naar Frankrijk te brengen, maar zeker is dat niet. Tot zijn pensioen hield hij zich bezig met handel tussen Frankrijk en Portugal, daarna trok hij zich terug op zijn landgoed nabij Saint-Malo.

## Oorsprong van de reisverhalen
Zowel de authenticiteit als het auteurschap van de drie reisverhalen zijn problematisch.
Het verslag van de eerste reis werd voor het eerst in 1565 gepubliceerd, in het Italiaans, 15 jaar later in het Engels, en pas in 1598 in het Frans. Een in 1865 ontdekt Frans manuscript zou het origineel of een kopie van het origineel kunnen zijn. Van het tweede verhaal blijven drie handschriften over, waarvan sommige geleerden geloven dat er een van Cartier zelf is. De Franse publicatie van de tweede reis in 1545 (dus voor de eerste reis) verschilt in bepaalde opzichten van elk van de drie handschriften. De derde reis bestaat alleen in een Engelse versie die Richard Hakluyt in 1600 samenstelde. Ze is onvolledig, en niemand heeft ooit een Franse versie gevonden.
De afwezigheid van oorspronkelijke handschriften maakt stylistische analyse, die het auteurschap zou kunnen bevestigen, onmogelijk. De twee eerste reizen lijken dezelfde auteur te hebben en zijn waarschijnlijk gebaseerd op het logboek van kapitein Cartier zelf. Aangezien de tweede reis gepubliceerd werd tijdens het leven van Cartier, lijkt het aannemelijk dat hij het er minstens mee eens was. De publicatie van de derde reis zou kunnen goedgekeurd zijn door zijn neef Jacques Noël, al blijft het een raadsel waarom die reis eerst in het Engels verscheen (en de eerste reis in het Italiaans).

## Vrijmetselaarsloge
Van 1926 tot 1965 was in Canada een vrijmetselaarsloge actief onder de naam Ordre de Jacques-Cartier, gemeenzamer La Patente genoemd. Katholiek van inspiratie, verdedigden de orde en haar leden vooral de belangen van het Frans en de Franstaligen in Canada.